# Dorothy Gale

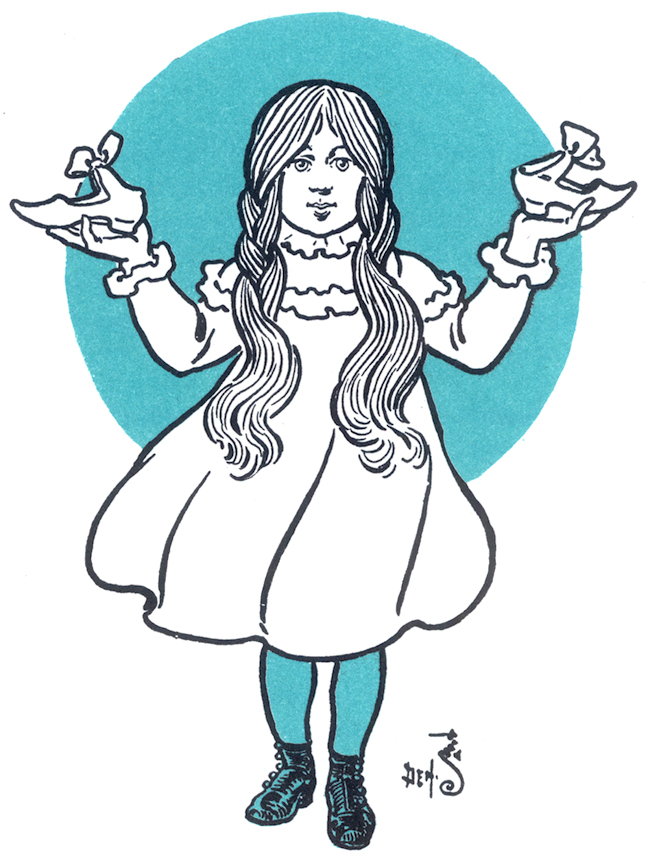
Dorothy Gale från en utgåva av boken Trollkarlen från Oz från 1900.

Dorothy Gale är huvudpersonen i L. Frank Baums bok Trollkarlen från Oz och även i filmen från 1939, där hon spelas av Judy Garland. Dorothy Gale förekommer även i många andra av Baums böcker om landet Oz.

## Bakgrund
L. Frank Baum inspirerades av Lewis Carrolls bok Alice i Underlandet då han skapade figuren Dorothy. Baum ville skapa en figur av samma typ som Alice, och han ville att de unga läsarna skulle kunna identifiera sig med henne.
Namnet Dorothy Gale kommer troligen från Baums egen systerdotter, Dorothy Louise Gage, som dog redan som spädbarn. Baums fru var väldigt fäst vid den lilla flickan och var väldigt bedrövad över hennes död. Det finns spekulationer om att Baum skrev in henne i sin berättelse som en slags hyllning. En annan inspirationskälla var flickans farmor, Matilda Joslyn Gage. Dorothy Gage ligger begravd i Evergreen Cemetery i Bloomington, Illinois.

## Dorothy Gale i böckerna
Dorothy Gale är föräldralös och bor hos farbror Henry och tant Em, på en bondgård i Kansas. Det avslöjas aldrig om Henry och Em är biologiska släktingar till Dorothy. Antydningarna går åt olika håll i Baums böcker. I The Emerald City of Oz antyds det att farbror Henry var släkt med Dorothys mamma. Dorothy tilltalar Henry och Em som "farbror" och "tant", vilket antyder att de är fosterföräldrar. Detta betyder att Dorothy egentligen inte är släkt med någon av dem. Rollfiguren Zeb i Dorothy och Trollkarlen från Oz hävdar att han är Dorothys syssling, och att de är släkt genom tant Em. Det nämns aldrig vad som hänt med Dorothys biologiska föräldrar, men ibland antyds det att hennes mamma är död.

## Dorothy Gale som person
Det avslöjas aldrig hur gammal Dorothy är, men det antyds att hon är omkring tolv år gammal. Hon kan vara busig och gillar att leka. Hon har en livlig fantasi. Hon har en liten hund som heter Toto. Tillsammans kommer Dorothy och Toto till landet Oz under ett oväder. Oz är, precis som Underlandet, en livlig och spännande fantasivärld full av underliga figurer som kan tala. I Baums böcker om Oz är Dorothy den viktigaste hjälten.
Dorothy är alltid klädd i en blå och vit klänning, som uppskattas av Munchkins - blått är deras favoritfärg. I Oz bärs vita färger alltid av goda häxor, vilket antyder att Dorothy är en snäll "häxa".
Dorothy är en rättfram person som ofta tar kommandot och som inte visar någon rädsla vid faror. Exempelvis slår hon Det Fega Lejonet, då denne anfaller Fågelskrämman och Plåtmannen.
I The Emerald City of Oz beskrivs Dorothy som "en drömmare, precis som sin mor" av farbror Henry. När Dorothy önskar att få komma hem till Kansas i Trollkarlen från Oz, så motiveras hon främst av medkänsla och ekonomi. Hon berättar följande för den goda häxan Glinda: "Min största önskan är nu att komma tillbaka till Kansas, för tant Em tror säkert att något förfärligt hänt mig, och det gör henne ledsen. Och om inte skörden blir bättre i år än den var förra året, så är jag säker på att farbror Henry inte har råd." I Ozma från Oz är Dorothys hemlängtan inte lika desperat, och det är snarare farbror Henrys behov av henne än hennes behov av honom som gör att hon längtar hem. Oz är heller inte en lika farlig plats längre. Prinsessan Ozma och Dorothy blir snabbt nära vänner, och Ozma kröner Dorothy till drottning innan hon åker hem.
I den sjätte boken om Oz, The Emerald City of Oz, kan farbror Henry och tant Em inte betala inteckning på den nya gården som byggdes i slutet av Trollkarlen från Oz. Då ber Dorothy dem att komma och bo i Oz. På så vis kan Dorothy visa dem det underbara landet som inte påverkats av oroligheterna i Kansas.
L. Frank Baum skrev fjorton böcker om landet Oz, och Dorothy har minst en "cameoroll" i tretton av dem. Ruth Plumly Thompson skrev nitton böcker om Oz efter Baums död, och där förekommer Dorothy ofta.
Det magiska Oz håller Dorothy ung. I The Lost King of Oz börjar Dorothy åldras väldigt snabbt tills hon blir närmare 30 år. Men Önskningarnas Väg för henne tillbaka till Oz, där hon blir sitt gamla, unga jag igen.

## Dorothy på film
Det har gjorts många filmer som är baserade på L. Frank Baums böcker om Oz. Den mest kända filmen är troligen Trollkarlen från Oz från år 1939, där Dorothy spelas av Judy Garland. Garland var sexton år då hon medverkade i filmen, så de fick använda sig av olika metoder för att få henne att "se ung" ut. Denna Dorothy saknar dock en del av den rättframhet och fyndighet som Baum gett henne. Ibland blir hon en "flicka i nöd"-figur. Det framgår inte om Oz bara var en dröm eller inte. I slutet av filmen vaknar Dorothy i sin säng, och tant Em berättar för henne att hon haft "en konstig dröm". Men Dorothy insisterar på att allt var verkligt.